# Klub Sportowy Jastrzębski Węgiel 2019-2020
Questa voce raccoglie le informazioni riguardanti il Klub Sportowy Jastrzębski Węgiel nelle competizioni ufficiali della stagione 2019-2020.

## Organigramma societario
Area direttiva
- Presidente: Adam Gorol

Area tecnica
- Allenatore: Roberto Santilli (fino al 19 novembre 2019), Slobodan Kovač (dal 1º dicembre 2019)
- Allenatore in seconda: Leszek Dejewski

## Rosa
| N° | Nome               | Ruolo | Data di nascita  | Nazionalità sportiva |
| -- | ------------------ | ----- | ---------------- | -------------------- |
| 1  | Christian Fromm    | S     | 16 agosto 1990   | Germania             |
| 2  | Raphael Margarido  | P     | 24 aprile 1983   | Brasile              |
| 3  | Jakub Popiwczak    | L     | 17 aprile 1996   | Polonia              |
| 4  | Arturo Iglesias    | P     | 22 novembre 1995 | Porto Rico           |
| 5  | Jakub Bucki        | O     | 13 agosto 1988   | Polonia              |
| 6  | Dawid Konarski     | O     | 31 agosto 1989   | Polonia              |
| 7  | Paweł Rusek        | L     | 21 gennaio 1983  | Polonia              |
| 8  | Julien Lyneel      | S     | 15 aprile 1990   | Francia              |
| 9  | Graham Vigrass     | C     | 17 giugno 1989   | Canada               |
| 10 | Lukas Kampa        | P     | 29 novembre 1986 | Germania             |
| 11 | Dominik Depowski   | S     | 25 ottobre 1995  | Polonia              |
| 13 | Jurij Hładyr       | C     | 8 luglio 1984    | Polonia              |
| 14 | Dawid Gruszczyński | P     | 2 maggio 2001    | Polonia              |
| 15 | Michał Szalacha    | C     | 15 gennaio 1994  | Polonia              |
| 16 | Piotr Hain         | C     | 26 febbraio 1991 | Polonia              |
| 18 | Jakub Janicki      | L     | 10 agosto 2001   | Polonia              |
| 21 | Tomasz Fornal      | S     | 31 agosto 1997   | Polonia              |
| 27 | Patryk Cichosz     | C     | 5 gennaio 2001   | Polonia              |